# أشتركان (تشهار فريضة)
أشترکان (بالفارسية: اشترکان) هي قرية تقع في إيران في البلدة المركزية. يقدر عدد سكانها بـ 46 نسمة بحسب إحصاء 2016.